# كاميل لورنس
كاميل لورانس (بالفرنسية: Camille Laurens)‏ اسمها الحقيقي لورانس راؤول،(مواليد 6 نوفمبر 1957 ب ديجون في فرنسا)، هي كاتبة روائية فرنسية. وهي عضو في هيئة الحكام في جائزة فيمينا الأدبية. حصلت على جائزة فيمينا الأدبية عام 2000.

## من مؤلفاتها المترجمة للعربية
- رواية: «في تلك الأحضان».
- رواية: «أنا من تظنونها».
- رواية: «فتاة».[6]

## روابط خارجية
- كاميل لورنس على موقع IMDb (الإنجليزية)
- كاميل لورنس على موقع قاعدة بيانات الفيلم (الإنجليزية)